# 인천 서구의 행정 구역

영어로 이루어져 있는 인천 서구의 행정 구역

인천 서구의 행정 구역은 23행정동, 21법정동으로 구성되어 있다. 인천 서구의 면적은 137.12 km2이며, 인구는 2020년 5월 기준 54만 4010명이다.

## 행정 구역
| 동         | 한자       | 면적(km2) | 인구(명) |
| ---------- | ---------- | --------- | -------- |
| 검암경서동 | 黔岩景西洞 | 15.23     | 43,767   |
| 연희동     | 連喜洞     | 11.19     | 45,903   |
| 청라1동    | 菁蘿1洞    | 2.37      | 29,939   |
| 청라2동    | 菁蘿2洞    | 15.4      | 35,710   |
| 청라3동    | 菁蘿3洞    | 17.82     | 17,816   |
| 가정1동    | 佳亭1洞    | 1.89      | 12,954   |
| 가정2동    | 佳亭2洞    | 1.50      | 7,762    |
| 가정3동    | 佳亭3洞    | 1.09      | 11,412   |
| 신현원창동 | 新峴元倉洞 | 9.44      | 27,864   |
| 석남1동    | 石南1洞    | 1.12      | 23,423   |
| 석남2동    | 石南2洞    | 2.15      | 15,614   |
| 석남3동    | 石南3洞    | 2.05      | 17,664   |
| 가좌1동    | 佳佐1洞    | 4.04      | 12,795   |
| 가좌2동    | 佳佐2洞    | 0.76      | 22,901   |
| 가좌3동    | 佳佐3洞    | 2.15      | 19,090   |
| 가좌4동    | 佳佐4洞    | 2.01      | 9,590    |
| 검단동     | 黔丹洞     | 7.93      | 29,001   |
| 불로대곡동 | 不老大谷洞 | 10.80     | 24,035   |
| 원당동     | 元堂洞     | ?         | ?        |
| 아라동     | 아라洞     | ?         | ?        |
| 당하동     | 堂下洞     | ?         | 51,689   |
| 마전동     | 麻田洞     | ?         | ?        |
| 오류왕길동 | 梧柳旺吉洞 | 13.47     | 23,978   |

## 법정동
| 행정동     | 법정동                                                                              |
| ---------- | ----------------------------------------------------------------------------------- |
| 검암경서동 | 검암동(黔岩洞), 경서동(景西洞), 시천동(始川洞) (일부), 오류동(梧柳洞) (일부)        |
| 연희동     | 연희동(連喜洞), 공촌동(公村洞), 심곡동(深谷洞)                                      |
| 청라1동    | 청라동(菁蘿洞)                                                                      |
| 청라2동    | 청라동(菁蘿洞)                                                                      |
| 청라3동    | 청라동(菁蘿洞)                                                                      |
| 가정1동    | 가정동(佳亭洞)                                                                      |
| 가정2동    | 가정동(佳亭洞)                                                                      |
| 가정3동    | 가정동(佳亭洞)                                                                      |
| 신현원창동 | 신현동(新峴洞), 원창동(元倉洞)                                                      |
| 석남1동    | 석남동(石南洞)                                                                      |
| 석남2동    | 석남동(石南洞)                                                                      |
| 석남3동    | 석남동(石南洞)                                                                      |
| 가좌1동    | 가좌동(佳佐洞)                                                                      |
| 가좌2동    | 가좌동(佳佐洞)                                                                      |
| 가좌3동    | 가좌동(佳佐洞)                                                                      |
| 가좌4동    | 가좌동(佳佐洞)                                                                      |
| 검단동     | 금곡동(金谷洞), 마전동(麻田洞) (일부)                                               |
| 불로대곡동 | 불로동(不老洞), 대곡동(大谷洞)                                                      |
| 원당동     | 원당동(元堂洞), 당하동(堂下洞) (일부)                                               |
| 아라동     | 원당동(元堂洞), 당하동(堂下洞) (일부)                                               |
| 당하동     | 당하동(堂下洞) (일부), 마전동(麻田洞) (일부), 백석동(白石洞), 시천동(始川洞) (일부) |
| 마전동     | 마전동(麻田洞) (일부)                                                               |
| 오류왕길동 | 오류동(梧柳洞) (일부), 왕길동(旺吉洞)                                               |

## 연혁
- 1988년 1월 1일 : 북구의 일부를 관할로 서구를 설치하였다.[1] (12법정동)

| 대통령령 제12367호                                                                                  | |
| 구 행정구역                                                                                         | 신 행정구역                                                                                         |
| 북구 검암동, 백석동, 시천동, 경서동, 연희동, 공촌동, 심곡동, 가정동, 신현동, 석남동, 원창동, 가좌동 | 서구 검암동, 백석동, 시천동, 경서동, 연희동, 공촌동, 심곡동, 가정동, 신현동, 석남동, 원창동, 가좌동 |
- 1988년 5월 1일 : 자치구제가 실시되어 자치구로 승격하였다.
- 1995년 1월 1일 : 인천광역시 서구로 개칭하였다.[2]
- 1995년 3월 1일 : 경기도 김포군 검단면을 편입하였다.[3] (20법정동)

| 법률 제4802호      |                                                                     |
| 구 행정구역        | 신 행정구역                                                         |
| 김포군 검단면 일원 | 서구 대곡동, 불노동, 마전동, 금곡동, 오류동, 왕길동, 당하동, 원당동 |
- 2002년 1월 1일 : 검단동을 검단1동, 검단2동으로 분동하였다.[4] (15행정동)

| 서구 조례 제675호 |             |                                        |
| 구 행정구역       | 신 행정구역 | 법정동                                 |
| 서구 검단동       | 검단1동     | 마전동, 당하동, 금곡동, 오류동, 왕길동 |
| 서구 검단동       | 검단2동     | 원당동, 불노동, 대곡동                 |
- 2005년 8월 12일 : 검단1동, 검단2동을 검단1동, 검단2동, 검단3동으로 분동하였다.[5] (16행정동)

| 서구 조례 제804호 |             |                |
| 구 행정구역       | 신 행정구역 | 법정동         |
| 서구 검단1동 일부 | 검단3동     | 당하동, 원당동 |
| 서구 검단2동 일부 | 검단3동     | 당하동, 원당동 |
- 2006년 9월 1일 : 검단1동을 검단1동, 검단4동으로 분동하였다.[6] (17행정동)

| 서구 조례 제844호 |             |                |
| 구 행정구역       | 신 행정구역 | 법정동         |
| 서구 검단1동      | 검단1동     | 금곡동, 마전동 |
| 서구 검단1동      | 검단4동     | 당하동, 마전동 |
- 2008년 9월 16일 : 불노동을 불로동으로 개칭하였다.[7]
- 2010년 6월 10일 : 경서동·연희동·원창동 각 일부에 행정동 청라동을 설치하였다.[8] (18행정동)
- 2012년 7월 9일 : 청라동을 청라1동·2동으로 분동하였다.[9] (19행정동)

| 서구 조례 제1153호 |             |                |
| 구 행정구역        | 신 행정구역 | 법정동         |
| 서구 청라동        | 청라1동     | 연희동, 원창동 |
| 서구 청라동        | 청라2동     | 경서동, 원창동 |
- 2013년 9월 2일 : 검단1동 중 오류동·마전동과 검암경서동 중 수도권 매립지 일대를 검단5동으로 분동하였다. (20행정동)
- 2016년 7월 1일 : 청라2동 중 청라대로 서쪽 지역을 청라3동으로 분동하였다.[10] (21행정동)
- 2018년 7월 1일: 검단1동을 검단동으로, 검단2동을 불로대곡동으로, 검단3동을 원당동으로, 검단4동을 당하동으로, 검단5동을 오류왕길동으로 개칭하였다. 행정동 청라1동, 청라2동, 청라3동 일대를 법정동 청라동으로 신설하였다.
- 2019년 11월 4일: 당하동을 당하동, 마전동으로 분동하였다. (22행정동)
- 2021년 6월 1일: 원당동을 원당동, 아라동으로 분동하였다. (23행정동)